# Tofta strand (noord)
Tofta strand (norra delen) is een plaats in de gemeente, landschap en eiland Gotland en de provincie Gotlands län in Zweden. De plaats heeft 129 inwoners (2005) en een oppervlakte van 17 hectare.